# Tour des Flandres 1953
Le Tour des Flandres 1953 est la 37e édition du Tour des Flandres. La course a lieu le 5 avril 1953, avec un départ à Gand et une arrivée à Wetteren sur un parcours de 253 kilomètres. 
Le vainqueur final est le coureur néerlandais Wim van Est, qui devance au sprint son compagnon d’échappée à Wetteren, le Belge Désiré Keteleer. Le Français Bernard Gauthier termine troisième. 

## Classement final
|    | Coureur          | Pays     | Équipe                | Temps           |
| -- | ---------------- | -------- | --------------------- | --------------- |
| 1  | Wim van Est      | Pays-Bas | Garin                 | 7 h 19 min 00 s |
| 2  | Désiré Keteleer  | Belgique | Garin                 | m. t.           |
| 3  | Bernard Gauthier | France   | Mercier-Hutchinson    | + 45 s          |
| 4  | Louison Bobet    | France   | Stella-Wolber-Dunlop  | + 1 min 40 s    |
| 5  | Loretto Petrucci | Italie   | Bianchi-Pirelli       | + 1 min 40 s    |
| 6  | Attilio Redolfi  | France   | Mercier-Leducq        | + 2 min 40 s    |
| 7  | Jacques Dupont   | France   | Dilecta-Wolber-Louvet | + 4 min 48 s    |
| 8  | Hilaire Couvreur | Belgique | Terrot-Hutchinson     | + 5 min 50 s    |
| 9  | Stanislas Bober  | France   | Alcyon-Dunlop         | + 5 min 54 s    |
| 10 | Valère Ollivier  | Belgique | Bertin-d'Alessandro   | + 6 min 10 s    |